# Botrychium decompositum
Botrychium decompositum är en låsbräkenväxtart som beskrevs av Carl Friedrich Philipp von Martius och Gal. Botrychium decompositum ingår i släktet låsbräknar, och familjen låsbräkenväxter. Inga underarter finns listade i Catalogue of Life.